# Stenochironomus maikeae
Stenochironomus maikeae är en tvåvingeart som beskrevs av Andersen, Mendes och Pinho 2008. Stenochironomus maikeae ingår i släktet Stenochironomus och familjen fjädermyggor. Inga underarter finns listade i Catalogue of Life.